# Pfarrkirche Wendling

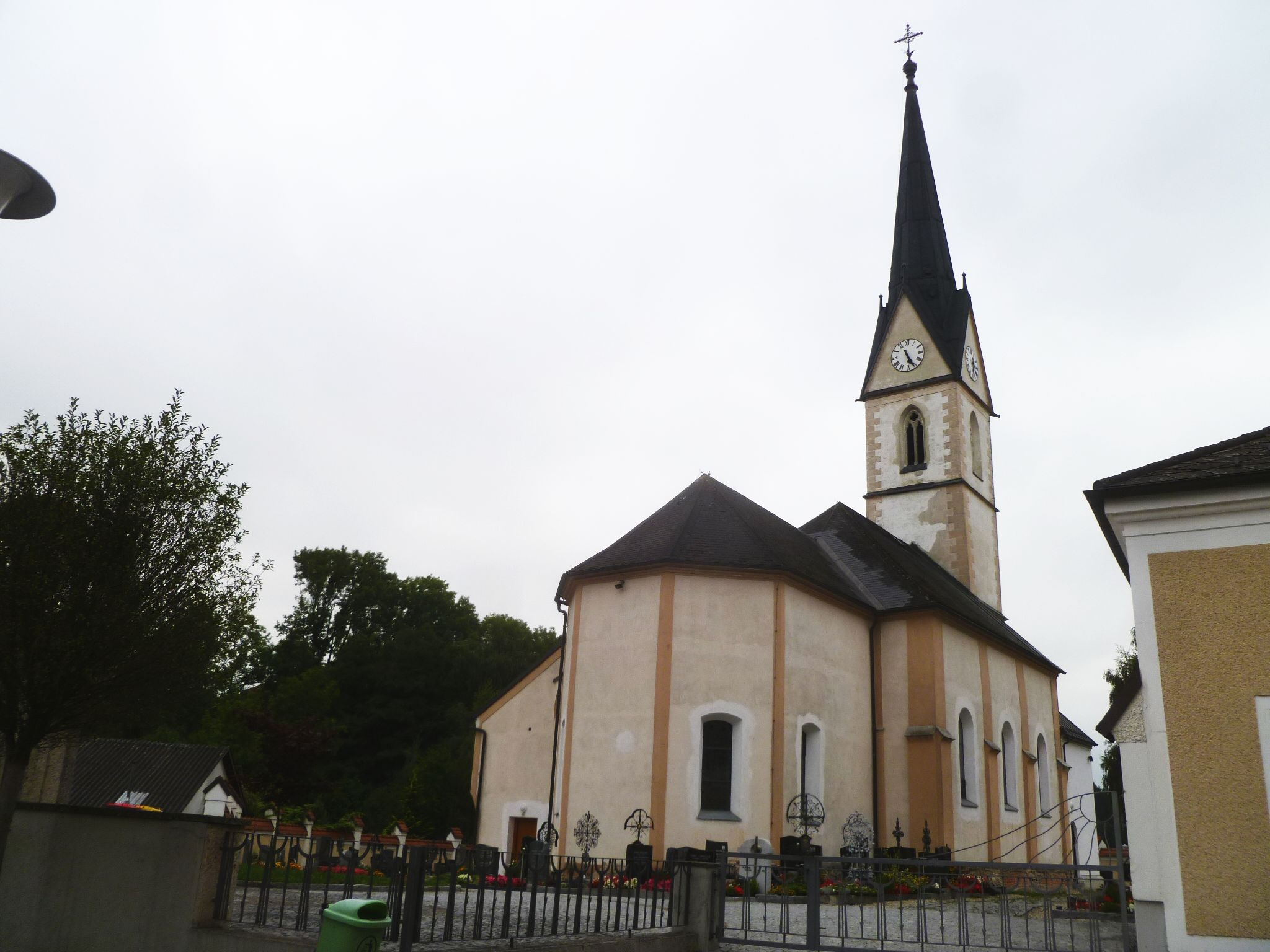
Kath. Pfarrkirche hl. Ulrich in Wendling

Die Pfarrkirche Wendling steht in Wendling in der Gemeinde Wendling in Oberösterreich. Die römisch-katholische Pfarrkirche hl. Ulrich gehört zum Dekanat Kallham in der Diözese Linz. Die Kirche und der Friedhof stehen unter Denkmalschutz.

## Geschichte
Eine Kirche wurde um 1200–1220 urkundlich genannt.

## Architektur
Das einschiffige dreijochige – im Kern gotische – Langhaus hat ein flaches Tonnengewölbe auf Gurten und eingezogene Strebepfeiler. Der eingezogene niedrigere einjochige Chor hat ein Netzrippengewölbe und einen Fünfachtelschluss. Der Westturm hat einen neuen Spitzhelm. Das West- und Südportal ist gotisch. Die Orgel aus 1998 mit 12 Registern und 2 Manualen stammt von Andreas Kaltenbrunner.

## Ausstattung
Die Einrichtung ist neugotisch. Das Taufbecken ist klassizistisch.